# 1929년 전국체육대회 야구
1929년 전국체육대회 야구는 일제강점기 조선 경성부에서 개최된 1929년 전국체육대회의 경기 종목이다. '제10회 전조선야구대회'로 개최되었으며 1929년 6월 13일부터 6월 15일까지 경성운동장 야구장에서 개최되었다.

## 대회 진행
제10회 전조선야구대회는 1929년 6월 13일부터 사흘간 일제강점기 조선 경성부에 있는 경성운동장 야구장에서 개최되었다. 공옥보통학교, 교동공립보통학교, 미동공립보통학교, 인천영화보통학교, 주교공립보통학교, 죽첨공립보통학교, 청운공립보통학교, 혜화공립보통학교 등 8개 선수단이 참가한 소학부 종목에서는 공옥보통학교가 혜화와공립보통학교를 상대로 13:4로 이기며 우승했다. 중학부 종목 결승에서는 경기도중 분규가 발생하여 배재고등보통학교가 기권하여 휘문고등보통학교가 우승했다. 경년부 종목에서는 전배재가 경성전기를 상대로 10:8로 이기며 우승을 차지했다.

## 경기 결과

### 소학부
|  | 준결승           | 준결승       |                  |   | 결승 | 결승 |
|  |                  |              |                  |   |      |      |
|  |                  |              |                  |   |      |      |
|  |                  |              |                  |   |      |      |
|  | 혜화공립보통학교 | 5            |                  |   |      |      |
|  | 혜화공립보통학교 | 5            |                  |   |      |      |
|  | 청운공립보통학교 | 1            |                  |   |      |      |
|  | 청운공립보통학교 | 1            | 혜화공립보통학교 | 4 |      |      |
|  |                  |              | 혜화공립보통학교 | 4 |      |      |
|  |                  | 공옥보통학교 | 13               |   |      |      |
|  | 공옥보통학교     | 공옥보통학교 | 13               | 4 |      |      |
|  | 공옥보통학교     |              |                  | 4 |      |      |
|  | 영화보통학교     | 3            |                  |   |      |      |
|  | 영화보통학교     | 3            |                  |   |      |      |

### 중학부
|  | 준결승           | 준결승           |                  |        | 결승 | 결승 |
|  |                  |                  |                  |        |      |      |
|  |                  |                  |                  |        |      |      |
|  |                  |                  |                  |        |      |      |
|  | 배재고등보통학교 | 12A              |                  |        |      |      |
|  | 배재고등보통학교 | 12A              |                  |        |      |      |
|  | 중앙고등보통학교 | 8                |                  |        |      |      |
|  | 중앙고등보통학교 | 8                | 배재고등보통학교 | 기권패 |      |      |
|  |                  |                  | 배재고등보통학교 | 기권패 |      |      |
|  |                  | 배재고등보통학교 | 기권승           |        |      |      |
|  | 휘문고등보통학교 | 배재고등보통학교 | 기권승           |        |      |      |
|  |                  |                  |                  |        |      |      |
|  | 부전승           |                  |                  |        |      |      |
|  |                  |                  |                  |        |      |      |

### 청년부
| 결승 |          |    |  |  |  |  |
|      |          |    |  |  |  |  |
|      |          |    |  |  |  |  |
|      | 전배재   | 10 |  |  |  |  |
|      | 경성전기 | 8  |  |  |  |  |

## 참고 문헌
- 대한체육회 (1990). 《대한체육회 70년사》.
- 대한체육회 (2011). 《대한체육회 90년사》.
- “제10회 전국체육대회 야구 경기 결과”. 대한체육회.[깨진 링크(과거 내용 찾기)]